# Durio dulcis
Durio dulcis — вид плодовых тропических деревьев рода Дуриан семейства Мальвовые. Плод этого вида считается самым сладким из всех дурианов. Охранный статус вида — VU — находится в уязвимом положении.
Распространён на острове Калимантан. Встречается на песчано-глинистых почвах до высоты 800 метров.

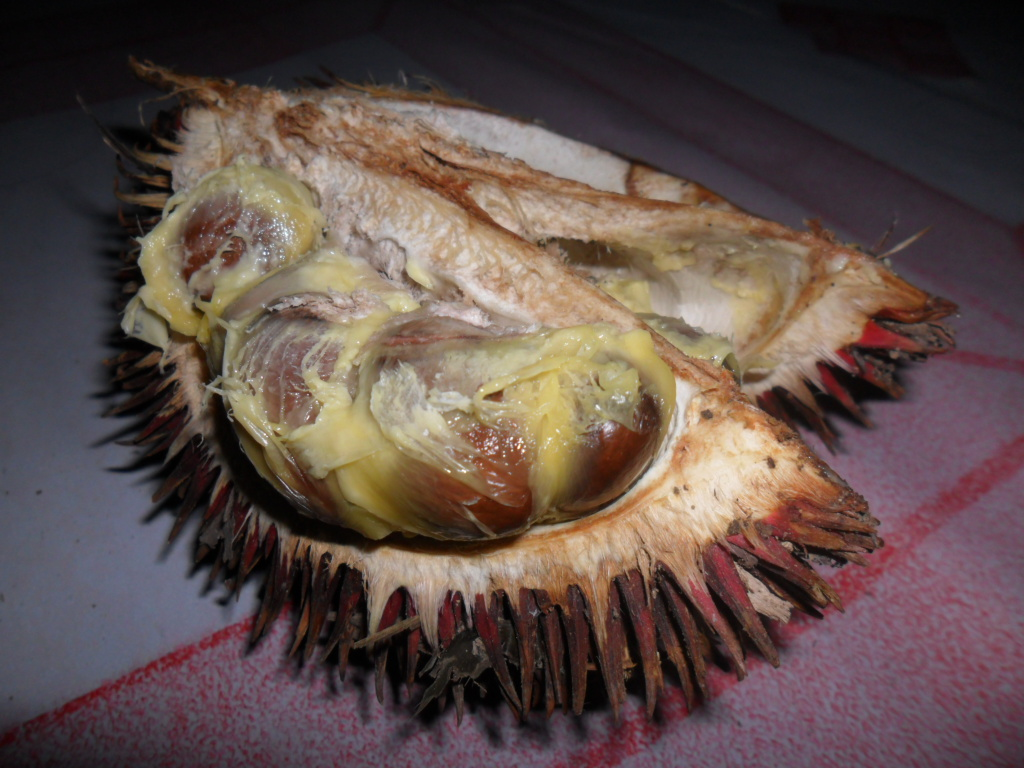
Разрезанный плод дуриана

Durio dulcis — довольно крупное дерево; имеет высоту до 40 м и диаметр ствола до 80 см. Листья удлинённые размером 7—14 см х 3,5—6 см. Цветки собраны в короткие соцветия на более старых ветках. Длина лепестков до 4,5 см. Плод шаровидный, диаметром до 15 см. Снаружи от темно-красного до темно-красного-коричневого цвета. Покрыт тонкими колючками длиной 1,5—2 см.